# Giấy giả da
Giấy giả da, giấy sunphua hóa, giấy giả da gốc thực vật (tiếng Anh: parchment paper) là giấy được tạo ra bằng cách ngâm trong vòng vài giây đồng hồ một tờ giấy chất lượng tốt, không hồ cũng không phủ, trong một bể acid sunphuaric, chất này làm thủy phân xenlulô và chuyển từng phần sang amylôit, chất gelatin và không thấm nước. Giấy sunphua hóa được dùng như chất bảo vệ gói bọc cho chất mỡ (như bơ hoặc mỡ lợn đã rán) các thực phẩm khác hoặc gói bọc thuốc nổ, làm máng thấm lọc hoặc thấm tách. Giấy sunphua hóa một mặt được dùng để chế tạo một số giấy phủ tường.

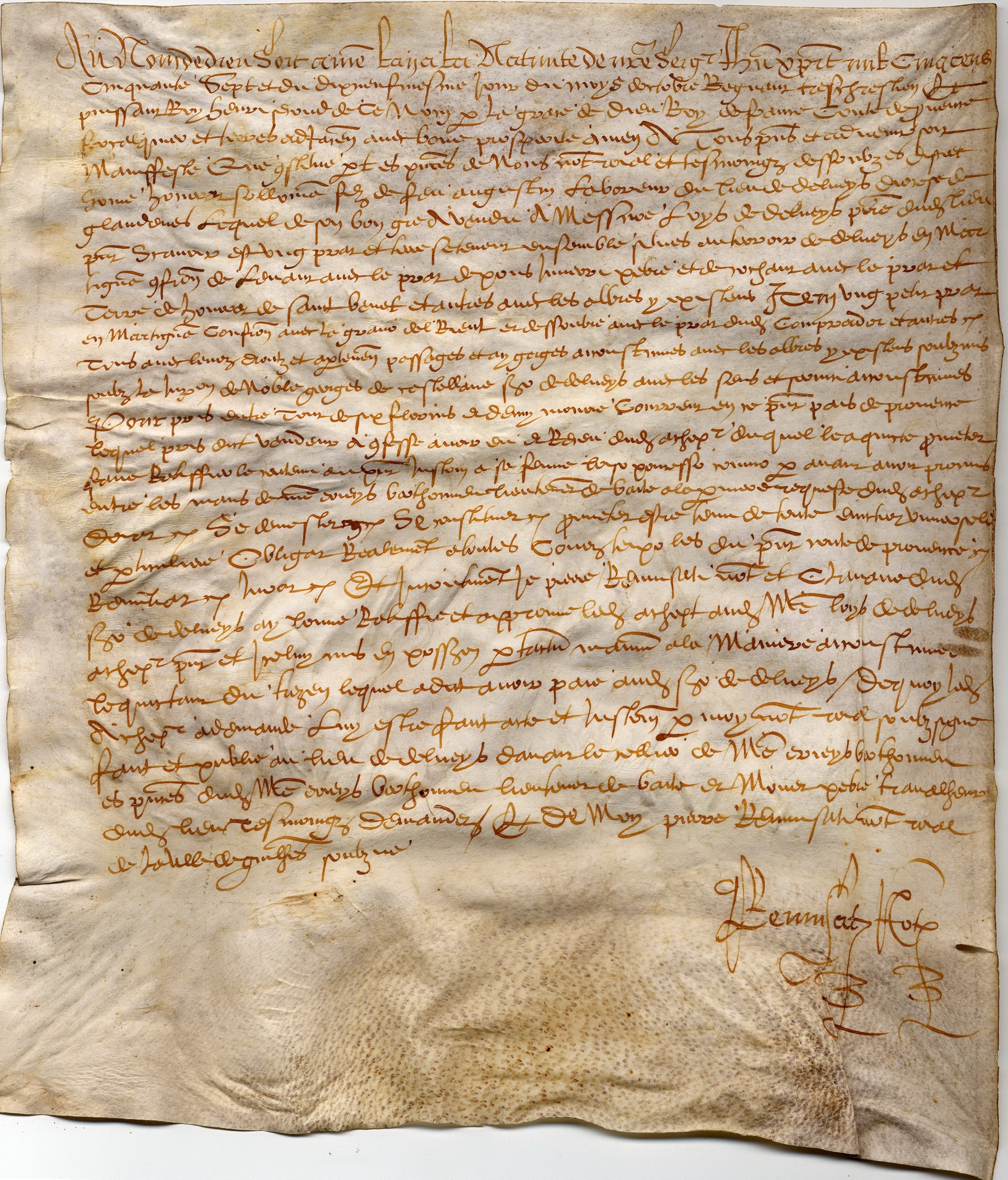
Giấy giả da thế kỷ 16 của Pháp

Sau khi rửa sạch và sấy khô, thứ giấy sunphua hóa dai hơn rất nhiều so với giấy ban đầu, lại trong mờ, không thấm mỡ và trong một mức độ lớn, không thấm nước và hơi ga. Có đặc tính nặng nhất và dai nhất là các sản phẩm thu được từ cán mỏng, ở tình trạng ẩm, hai hoặc nhiều lớp giấy sunphua hóa, được gọi là bìa giả da. Giấy sunphua hóa thêm vào bột chất oxide titan sẽ có dạng mờ đục
- Ứng dụng: Giấy sunphua hóa được dùng làm chất bảo vệ gói bọc cho chất mỡ (như bơ hoặc mỡ lợn đã rán), các thực phẩm khác hoặc gói bọc thuốc nổ, làm màng thấm lọc hoặc thấm tách, như giấy làm bằng tốt nghiệp hoặc giấy vẽ, để chế tạo thiếp chúc mừng. Bìa giả da được dùng như loại thay thế cho da giả đóng sách, chế chụp đèn, các đồ dùng du lịch...

Lưu ý: Phân biệt giấy sunphua hóa này với giấy giả da tráng PVC là loại vật liệu hai lớp, lớp trước là Poly Vinyl Chloride nhiều màu và vân, lớp sau là một lớp giấy dễ thấm keo, dùng làm bìa sổ sách, bìa hộp.

## Giấy không thấm mỡ

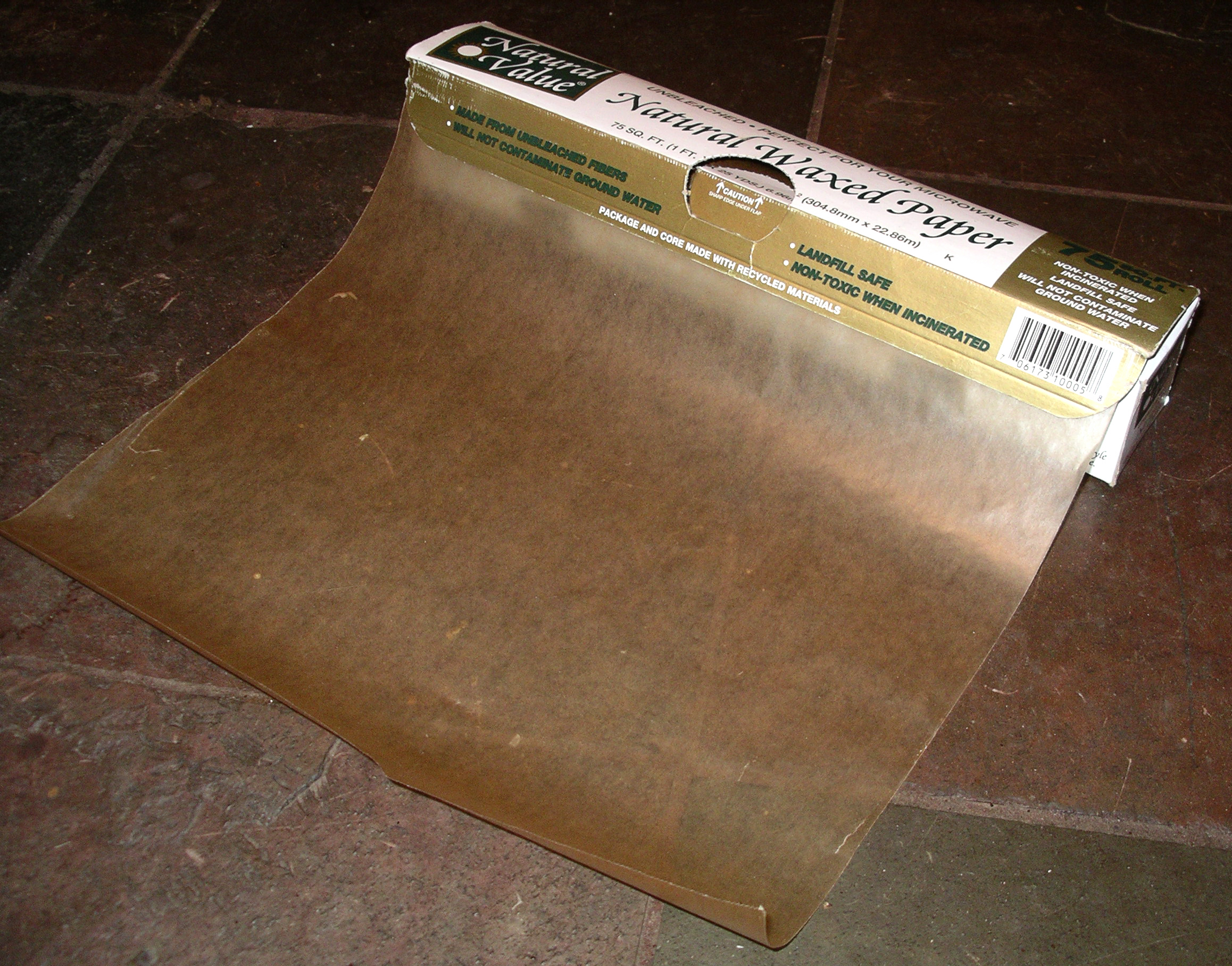
Giấy nến không thấm nước

Giấy không thấm mỡ (giấy simili sunphua hóa) (tiếng Anh: Greaseproof papers hay wax paper) là giấy thu được giản đơn bằng cách thanh lọc đặc biệt bột giấy (thường là bột ngâm bi-sun-phat), các sợi giấy đã được cán nát và được thủy phân bằng cách đập, lâu dài trong nước, thường có dạng trong mờ, không thấm như giấy sunphua hóa nhưng vì lý do giá thành thấp hơn, được dùng nhiều hơn để bao gói các sản phẩm thực phẩm có mỡ. Nó giống như giấy sunphua hóa, nhưng chịu nước kém hơn.
Giấy sunphua hóa và giấy không thấm mỡ, thông thường được dùng làm cho mềm hơn và trong bởi một lớp quét nhẹ glycerol, glucose... trong quá trình hoàn thiện.
Giấy không thấm mỡ khác với giấy sunphua hóa bởi độ bền khi tan trong nước: ngâm nhiều phút thì giấy sunphua hóa tự xé rách khó khăn và chỗ rách lại không có rìa xờm, trong khi giấy không thấm mỡ được xử lý cùng cách như vậy thì tự xé tách dễ dàng và chố rách tua tủa những sợi bị xé.